# سید محمود صدرالملک
سیدمحمود صدرالملک از سیاستمداران ایرانی بود، که در  دوره سوم بعنوان نماینده فسا در مجلس شورای ملی حضور داشت.